# FTR M3
La FTR M3 è una motocicletta da competizione progettata dalla FTR Moto, che venne schierata nella classe Moto3 del motomondiale. La moto è stata denominata nel 2012 come M312 e nel 2013 come M313.

## Descrizione
Il telaio è un bitrave e come per il forcellone è realizzato in alluminio, il sistema di scarico è stato sviluppato assieme alla Arrow e viene posto sotto al codino il quale presenta delle feritoie di raffreddamento, l'impianto frenante è caratterizzato da un bidisco all'anteriore e monodisco posteriore, la carenatura è filante, la presa d'aria è posta su cupolino, inizialmente era quasi circolare, poi con la M313 diventa ellittica.